# François-Xavier Roth
Pour les articles homonymes, voir Roth.
François-Xavier Roth, né le 6 novembre 1971 à Neuilly-sur-Seine, est un chef d'orchestre français, créateur et directeur musical de l'orchestre Les Siècles. Lauréat de nombreux prix, il dirige des ensembles prestigieux.

## Biographie

### Famille et formation
François-Xavier Roth est le fils de Daniel Roth, organiste titulaire des orgues de l'église Saint-Sulpice de Paris.
Elève au lycée Racine à Paris, il étudie ensuite au CNSM de Paris : la flûte traversière avec Alain Marion et la direction d'orchestre avec János Fürst.

### Carrière
En 2000, il remporte le 1er prix du concours international de direction d'orchestre Donatella Flick à Londres et devient, pour deux saisons, chef-assistant de l'orchestre symphonique de Londres. Il assiste également Sir John Eliot Gardiner durant plusieurs années (Les Troyens, Benvenuto Cellini, Falstaff).
Il crée en 2003 Les Siècles, orchestre d’un genre nouveau, jouant chaque répertoire sur les instruments historiques appropriés, et il en devient le directeur musical.
En 2007, il fait ses débuts en Amérique du Nord avec l'orchestre symphonique de Londres, dirigeant entre autres la symphonie nº 9 de Beethoven au Florida International Festival. Durant la saison 2009-2010, il dirige l'orchestre philharmonique royal de Liège.
De 2010 à 2018, il est directeur musical de l'orchestre symphonique de la SWR de Baden-Baden et Fribourg-en-Brisgau.

En 2013, il célèbre le centenaire du Sacre du printemps de Stravinsky avec l'orchestre Les Siècles. L'éditeur Boosey & Hawkes leur donne l'autorisation exclusive de jouer la version de la création de l'œuvre sur les instruments d'époque. Ils donnent cette version dans le cadre des BBC Proms et au vieil opéra de Francfort.
En 2015, il est nommé directeur musical à la ville de Cologne (Generalmusikdirektor), poste qui réunit la direction artistique de l'orchestre du Gürzenich et de l'opéra de Cologne. Avec l'orchestre, il mène un projet avec le compositeur Philippe Manoury, l’orchestre lui ayant commandé trois créations. Il part également en tournée avec celui-ci en Asie en février 2017.
À partir de la saison 2017-2018, il est le principal chef invité de l'orchestre symphonique de Londres.
En janvier 2018, Laurent Bayle le nomme artiste associé de la Philharmonie de Paris, premier artiste à bénéficier de ce titre,. 
Le 14 juillet 2018, Radio France place ses trois formations musicales sous sa direction pour le Concert de Paris, qui se déroule au Champ-de-Mars, pour la sixième année consécutive.
En septembre 2019, Roth est nommé, avec Les Siècles, directeur général et artistique de l'Atelier lyrique de Tourcoing, prenant la suite de Jean-Claude Malgoire.
Il dirige des cycles de concerts à la tête de l’orchestre du Gürzenich de Cologne, de l'orchestre symphonique de la BBC ou de l'orchestre symphonique de Londres et travaille régulièrement avec les plus grands orchestres (orchestre philharmonique de Berlin, Staatskapelle de Berlin, orchestre royal du Concertgebouw d'Amsterdam, orchestre symphonique de Vienne, l’orchestre du Bayerische Staatsoper de Munich, orchestre symphonique de Bamberg, orchestre philharmonique de la radio néerlandaise, orchestre symphonique national du Danemark, orchestre symphonique de la NHK de Tokyo, orchestre symphonique de Göteborg, orchestre symphonique de Boston et orchestre de la Tonhalle de Zurich).
Parmi ses dernières prestations, on peut citer la direction des Troyens (Berlioz) à l'opéra de Cologne, en septembre et octobre 2022, et celle de Lohengrin pour le Bayerische Staatsoper en décembre 2022.

### Pédagogie
François-Xavier Roth consacre également une grande part de son activité à la pédagogie. Il dirige, chaque année, le LSO Panufnik Composers Scheme à Londres.
Avec Les Siècles et le festival Berlioz, il crée en 2009 le jeune orchestre européen Hector-Berlioz, orchestre-académie rejouant le répertoire du compositeur sur instruments d’époque. Il est aussi à l’initiative de nombreux projets pédagogiques multimédia avec notamment France Télévisions et l’émission Presto.

## Accusations d'envois de messages à caractère sexuel non sollicités
En mai 2024, à la suite d'allégations d'envois de messages à caractère sexuel non sollicités, il se met en retrait de toutes ses fonctions.
Le 22 mai 2024, Le Canard enchaîné publie le témoignage de sept musiciens et musiciennes, déclarant avoir reçu par téléphone de nombreux messages et photos à caractère sexuel non désirés. Il reconnaît ces échanges : « Si je suis allé trop loin, je présente mes excuses à celles que j’ai pu choquer. » Ces pratiques semblaient connues depuis plusieurs années. D'après le Canard enchaîné « Déjà dans les années 2005-2010, les jeunes musiciennes débutant dans l'orchestre des Siècles étaient prévenues. Certaines […] considérant ces messages comme des rites de passage »  Ainsi, en 2019, il n'a pas été choisi pour prendre la tête de l’orchestre de Paris, en partie pour ces raisons. À la suite de cet article, Roth est remplacé au pied levé le soir même par Adrien Perruchon pour un concert au théâtre des Champs-Élysées.
Le 23 mai, la FEVIS (Fédération des ensembles vocaux et instrumentaux spécialisés) exclut à l'unanimité l'ensemble Les Siècles de ses adhérents. Une décision qui fragilise les musiciens de l'ensemble, à qui la FEVIS apporte son soutien. Le lendemain, Roth annonce sa mise en retrait de toutes ses fonctions artistiques, notamment de la direction des Siècles, de l’orchestre et de l’opéra de Cologne.

## Distinctions

### Prix
- 2007 : Diapason Découverte pour le CD Bizet - Chabrier ainsi que 5 étoiles dans le magazine allemand FonoForum, paru chez Mirare
- 2012 : L'enregistrement de L'Oiseau de feu de Stravinsky est élu Disc of the Year dans The Times, Editor’s choice dans BBC music Magazine & Gramophone et remporte le prix Edison Klassiek 2012, aux Pays-Bas, et le Jahrespreis der deutschen Schallplattenkritik, en Allemagne.
- 2015 : L'orchestre Les Siècles reçoit le Jahrespreis der deutschen Schallplattenkritik[21] pour son enregistrement du Sacre du printemps.
- 2018 : Grand prix Antoine Livio de la presse musicale internationale
- 2018 : L'album Mirages, airs d'opéra et mélodies, avec Sabine Devieilhe, Alexandre Tharaud et Les Siècles, remporte une Victoire de la musique[32] dans la catégorie « Enregistrement de l'année ».
- 2020 : Ehrenpreis der deutschen Schallplattenkritik[33]

### Décoration
- 2017 : Chevalier de la Légion d'honneur, promotion du 14 juillet 2017[34]